# Opuntia rufida

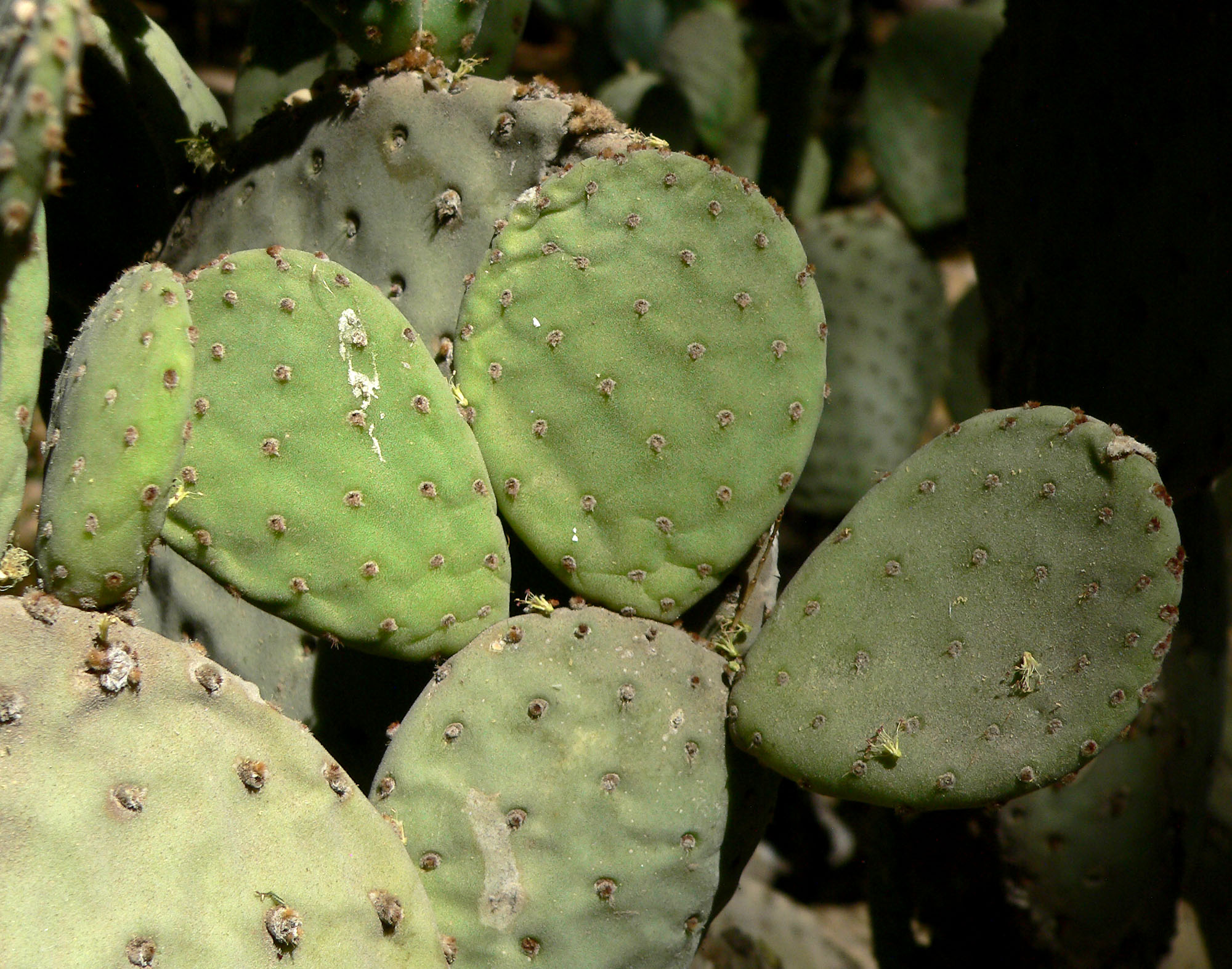
Vista de la planta

Opuntia rufida és una espècie fanerògama de la família de les Cactàcies, nativa d'Amèrica del Nord a Chihuahua i Coahuila a Mèxic i Texas.
És un arbust que creix amb diverses branques principals, aconseguint una mida d'1 a 1,5 metres d'alçada. Rarament forma una colònia. Els cladodis són circulars, de color blau-verd a gris-verd de 7,5 a 20 cm de llarg, i d'1 a 1,5 cm d'ample. Els rudiments de fulles són còniques i tenen una longitud de fins a 4,5 mm. Les arèoles circulars, de 0,5 a 2,5 cm porten un gloquidi vermellós, o marró vermellós, lleugerament inclinat però no espines. Les flors són de color groc brillant o taronja i de 6 a 7,5 cm. Els fruits són carnosos, vermells brillants i el·lipsoïdals i tuberculats lleugerament. Mesuren fins a 2,5 cm de longitud i tenen un diàmetre d'1,5 a 2 cm.

## Taxonomia
Opuntia rufida va ser descrita per George Engelmann i publicada a Proceedings of the American Academy of Arts and Sciences 3: 298. 1856.

### Etimologia
- Opuntia: nom genèric que prové del grec usat per Plini el Vell per a una planta que va créixer al voltant de la ciutat d'Opunte a Grècia.[2]
- rufida: epítet llatí que significa "vermellosa".[3]

### Sinonímia
- Opuntia microdasys subsp. rufida (Engelm.) U.Guzman & Mandujano[4]